# Droga ekspresowa 55 (Izrael)
Droga ekspresowa 55 (hebr.: כביש 55) – droga ekspresowa w centralnej części Izraela. Rozpoczyna się ona na zachodzie przy mieście Kefar Sawa i kieruje się na wschód do Samarii. Granicę Autonomii Palestyńskiej na południe od miasta Kalkilja i kończy się przy Nablusie.
Wybuch w 1987 pierwszej intifady zmusił władze izraelskie do wybudowania kilku obwodnic, mostów oraz barier ochronnych dla żydowskich osadników mieszkających w tej okolicy. Dzięki tym ułatwieniom droga omija niebezpieczne rejony Kalkiliji. Obecnie z drogi korzysta około 20 tys. żydowskich osadników i 100 tys. Palestyńczyków.